# پرچم وینیپگ
پرچم وینیپگ در ۱ اکتبر ۱۹۷۵ پذیرفته شد.